# Thelymitra sargentii
Thelymitra sargentii är en orkidéart som beskrevs av Richard Sanders Rogers. Thelymitra sargentii ingår i släktet Thelymitra och familjen orkidéer. Inga underarter finns listade i Catalogue of Life.